# 압델하미드 사비리
압델하미드 사비리(아랍어: عبد الحميد صابيري, Abdelhamid Sabiri, 1996년 11월 28일 ~ )는 모로코의 축구 선수로, 현재 사우디 프로페셔널리그의 알파이하에서 공격형 미드필더로 뛰고 있으며 모로코 축구 국가대표팀의 일원으로도 활동 중이다.